# Louis Duerloo
Louis Duerloo (Essen, 7 luglio 1910 – Mijas, 30 settembre 1977) è stato un ciclista su strada belga.

## Biografia
Nato nel 1910 a Essen, nelle Fiandre, iniziò a correre nel 1932, con la Bury, partecipando alla sua unica Liegi-Bastogne-Liegi in carriera, arrivando 21º.
Passato nel 1933 alla Genial Lucifer, prese parte alla Parigi-Roubaix, chiudendo 23º. Nello stesso anno fu campione belga su strada, nella gara in linea. Nel 1935 partecipò di nuovo alla Parigi-Roubaix, terminando 30º, ma soprattutto al Giro delle Fiandre, che vinse, nella sua unica partecipazione, in 7h27'00", davanti ad altri 6 corridori con lo stesso tempo.
Dopo il ritorno alla Bury nel 1937, chiuse la carriera nel 1938, a 28 anni.
Morì nel 1977, a 67 anni, in Spagna.

## Palmarès
- 1932 (Bury, 1 vittoria)

Hoogerheide
- 1933 (Genial Lucifer, 1 vittoria)

Campionati belgi, gara in linea
- 1934 (Genial Lucifer, 7 vittorie)

Stad Kortrijk
Tour d'Hesbaye
Zwijndrecht
Ronde van Haspengouw
Bree
Wouw
7ª tappa Tour de l'Ouest (Brest > Saint-Brieuc)
- 1935 (Genial Lucifer, 2 vittorie)

Giro delle Fiandre
Sint-Mariaburg
- 1936 (Genial Lucifer, 5 vittorie)

Ooostende
Bruxelles-Hozémont
Gulpen
Schinnen
Opglabbeek
- 1937 (Bury, 4 vittorie)

Kapellen op den Bos
Heist-ann-Zee
Mechelen
Ossendrecht

## Piazzamenti

### Classiche monumento
- Giro delle Fiandre

1935: vincitore
- Parigi-Roubaix

1933: 23º
1935: 30º
- Liegi-Bastogne-Liegi

1932: 21º